# Henryk Canadell Quintana
Henryk Canadell Quintana SchP, hiszp. Enrique Canadell Quintana (ur. 29 czerwca 1890 w Olocie, zm. 17 sierpnia 1936 w Castellfollit de la Roca) – hiszpański prezbiter z Zakonu Kleryków Regularnych Ubogich Matki Bożej Szkół Pobożnych, ofiara antykatolickich prześladowań Kościoła katolickiego w czasach hiszpańskiej wojny domowej, zamordowany z nienawiści do wiary łac. odium fidei.

## Życiorys
Pochodził z katolickiej wielodzietnej rodziny i był najmłodszym z pięciorga dzieci Francisco i Margaridy mieszkających w katalońskiej miejscowości Olot, należącej do diecezji Girona. Do nowicjatu zakonu pijarów wstąpił 22 października 1905 roku. Dwa lata później 18 sierpnia złożył pierwsze śluby zakonne, a profesję uroczystą 29 czerwca 1912 roku. Przyjął imię zakonne Henryk od Najświętszych Serc. Studiował filozofię w Irache, leżącym w prowincji Nawarra i teologię w Terrassa. Po przyjęciu sakramentu święceń kapłańskich, 20 grudnia 1913 w Lleida, rozpoczął działalność duszpasterską, realizując powołanie, jako nauczyciel i wychowawca. Pracował w szkołach na terenie Mataró (1912–1925), Balaguer (1925–1928) i Barcelony (1928–1936). Ze szczególną czcią odnosił się do sakramentu Eucharystii i otaczał kultem Matkę Bożą. W lipcu 1936 roku, gdy wzmógł się „czerwony terror” wobec katolików, pełnił w Barcelonie obowiązki wikariusza rektora. Przed komunistyczną milicją chciał się schronić w domu rodzinnym. Tam też w domu siostry został aresztowany i w nocy z 17 na 18 sierpnia rozstrzelany pod Castellfollit de la Roca. Przed śmiercią powiedział:
„Zabijają nasze ciało. Naszej duszy się zabiją nigdy.”
Relikwie Henryka Canadell Quintany znajdują się w kościele pod wezwaniem Świętego Stefana (San Esteban) w Olot.

## Znaczenie
Zginął mimo tego że nie był zaangażowany w konflikt i nie prowadził działalności politycznej.
1 października 1995 roku na Rzymskim Placu Świętego Piotra papież Jan Paweł II dokonał beatyfikacji czterdziestu pięciu ofiar prześladowań wśród których był Henryk Canadell Quintana w grupie trzynastu pijarskich męczenników.
W Kościele katolickim dniem wspomnienia liturgicznego każdego z otoczonych kultem jest dies natalis (17 sierpnia), zaś grupa błogosławionych zakonników wspominana jest 22 września.